# Major League Soccer 2012
Die 17. Major League Soccer Saison begann im Frühjahr 2012 mit der Regular Season. Anschließend wurden im Herbst 2012 die Play-offs ausgetragen, welche am 1. Dezember mit dem Spiel um den MLS Cup beendet wurden. Wie im Vorjahr gewann die LA Galaxy das Finale gegen Houston Dynamo.

## Neuerungen
- Das kanadische Franchise Montreal Impact nahm ab dieser Saison an der Major League Soccer teil. Sie wurden in der Eastern Conference geführt.
- Der Spielplan wurde angepasst. Die Mannschaften aus der Western Conference spielten dreimal gegeneinander und trafen nur einmal auf die Mannschaften der Eastern Conference. Die Eastern Conference Mannschaften bestritten gegen jeweils sieben Gegner drei Spiele und gegen zwei Teams zwei Spiele. Gegen die Western-Franchises wurde ein Spiel ausgetragen.
- Die Wildcard und Crossover-Regeln wurde wieder abgeschafft. Pro Conference qualifizierten sich die ersten fünf Mannschaften für die Play-offs.
- Die Austragung des Conference Final (Play-off Halbfinale) änderte sich von einem Spiel auf zwei Spiele.
- Der Austragungsort des MLS Cups war nicht mehr neutral.
- Mit dem Fernsehsender NBC Sports wurde ein neuer TV Partner gefunden. Die Tochtergesellschaft der NBC unterzeichnete mit der Major League Soccer einen Drei-Jahres-Vertrag im August 2011.[1] Damit werden auf den Sendern Fox Soccer und Fox Deportes keine Spiele mehr übertragen. Die separaten Verträge mit den Sendern ESPN, ESPN2, ESPN Deportes und Galavisión, sowie mit den kanadischen Sendern TSN, TSN2 und GolTV blieben davon unberührt.

## Teilnehmende Mannschaften 2012
| Mannschaft             | Trainer1         | Kapitän           | Ausrüster | Trikotsponsor      |
| ---------------------- | ---------------- | ----------------- | --------- | ------------------ |
| Chicago Fire           | Frank Klopas     | Logan Pause       | Adidas    | Quaker Oats        |
| CD Chivas USA          | Robin Fraser     | Juan Pablo Ángel  | Adidas    | Corona             |
| Colorado Rapids        | Óscar Pareja     | Pablo Mastroeni   | Adidas    |                    |
| Columbus Crew          | Robert Warzycha  | Chad Marshall     | Adidas    | Barbasol           |
| D.C. United            | Ben Olsen        | Dwayne De Rosario | Adidas    | Volkswagen         |
| FC Dallas              | Schellas Hyndman | Ugo Ihemelu       | Adidas    |                    |
| Houston Dynamo         | Dominic Kinnear  | Brian Ching       | Adidas    | Greenstar          |
| LA Galaxy              | Bruce Arena      | Landon Donovan    | Adidas    | Herbalife          |
| Montreal Impact        | Jesse Marsch     | Davy Arnaud       | Adidas    | Bank of Montreal   |
| New England Revolution | Jay Heaps        | Shalrie Joseph    | Adidas    | UnitedHealth Group |
| New York Red Bulls     | Hans Backe       | Thierry Henry     | Adidas    | Red Bull           |
| Philadelphia Union     | Piotr Nowak      | Carlos Valdés     | Adidas    | Grupo Bimbo        |
| Portland Timbers       | John Spencer     | Jack Jewsbury     | Adidas    | Alaska Airlines    |
| Real Salt Lake         | Jason Kreis      | Kyle Beckerman    | Adidas    | XanGo LLC          |
| San José Earthquakes   | Frank Yallop     | Ramiro Corrales   | Adidas    | Amway Global       |
| Seattle Sounders       | Sigi Schmid      | Mauro Rosales     | Adidas    | Xbox LIVE          |
| Sporting Kansas City   | Peter Vermes     | Jimmy Nielsen     | Adidas    |                    |
| Toronto FC             | Aron Winter      | Torsten Frings    | Adidas    | Bank of Montreal   |
| Vancouver Whitecaps    | Martin Rennie    | Jay DeMerit       | Adidas    | Bell Canada        |

## Saisonverlauf

### Regular Season
Die ersten Spiele der Saison fanden am 10. März 2012 statt, die letzten Spiele der regulären Saison wurden am 28. Oktober ausgetragen. Die Meisterschaft der regulären Saison, den MLS Supporters' Shield, gewannen die San José Earthquakes, die bereits nach ihrem vorletzten Saisonspiel als Erster der Gesamttabelle feststanden.
Da das neue BBVA Compass Stadium in Houston erst am 12. Mai eröffnet werden konnte, spielte Houston Dynamo die ersten sieben Saisonspiele auswärts. Das Eröffnungsspiel im neuen Stadion gegen D.C. United wurde mit 1:0 gewonnen. Houston hat im neuen Stadion in der gesamten Saison 2012 kein Pflichtspiel verloren, weder in der Meisterschaft, noch im Pokal und auch nicht in der Champions League.
Toronto konnte in seinen ersten neun MLS-Saisonspielen keinen Punkt erzielen, gewann jedoch am 23. Mai die Canadian Championship und spielt dadurch in der CONCACAF Champions League 2012/13. Sporting Kansas City legte mit sieben Siegen aus den ersten sieben Spielen einen guten Start in die Saison hin und gewann am 8. August den U.S. Open Cup. Kansas City konnte sich damit als erste Mannschaft für die CONCACAF Champions League 2013/14 qualifizieren und steht nach dem Ende der regulären Saison an der Spitze der Tabelle in der Eastern Conference.
Schwach in die Saison kam der Vorjahresmeister LA Galaxy, der nach 13 gespielten Spielen Tabellenletzter der Western Conference war, sich in den folgenden Wochen jedoch auf einen Playoff-Rang verbessern konnte. Auch das erste Derby beim Lokalrivalen CD Chivas USA ging am 19. Mai mit 0:1 verloren, nachdem man in den Jahren zuvor diese Mannschaft sechsmal in Folge besiegt hatte. Die beiden anderen Saisonspiele gegen Chivas gewann man dann mit 3:1 und 4:0. In den Playoffs erreichte LA Galaxy dann erneut das Finale und gewann wie im Vorjahr gegen Houston Dynamo.
In den torreichsten Spielen der Saison gab es jeweils acht Tore. Die San José Earthquakes und D.C. United trennten sich am 2. Mai mit dem Endstand von 5:3, die Portland Timbers unterlagen LA Galaxy am 14. Juli mit 3:5 und Chivas USA verlor mit 2:6 am 25. August gegen die Seattle Sounders. Die höchsten Heimsiege erzielten die San José Earthquakes am 14. Juli gegen Real Salt Lake und der FC Dallas am 21. Juli gegen Portland mit jeweils 5:0. Auswärts konnten LA Galaxy (0:4 am 12. August), Seattle (2:6 am 25. August) und Real Salt Lake (0:4 am 29. September) jeweils bei Chivas USA die höchsten Siege verbuchen.

#### Tabellen

##### Eastern Conference
| Pl. | Verein                 | Sp. | S  | U  | N  | Tore    | Diff. | Punkte | Gesamtplatz |
| --- | ---------------------- | --- | -- | -- | -- | ------- | ----- | ------ | ----------- |
| 1.  | Sporting Kansas City   | 34  | 18 | 9  | 7  | 042:270 | +15   | 63     | 2           |
| 2.  | D.C. United            | 34  | 17 | 7  | 10 | 053:430 | +10   | 58     | 3           |
| 3.  | New York Red Bulls     | 34  | 16 | 9  | 9  | 057:460 | +11   | 57     | 4           |
| 4.  | Chicago Fire           | 34  | 17 | 6  | 11 | 046:410 | +5    | 57     | 6           |
| 5.  | Houston Dynamo         | 34  | 14 | 11 | 9  | 048:410 | +7    | 53     | 9           |
| 6.  | Columbus Crew          | 34  | 15 | 7  | 12 | 044:440 | ±0    | 52     | 10          |
| 7.  | Montreal Impact1       | 34  | 12 | 6  | 16 | 045:510 | −6    | 42     | 12          |
| 8.  | Philadelphia Union     | 34  | 10 | 6  | 18 | 037:450 | −8    | 36     | 15          |
| 9.  | New England Revolution | 34  | 9  | 8  | 17 | 039:440 | −5    | 35     | 16          |
| 10. | Toronto FC1 (CC)       | 34  | 5  | 8  | 21 | 036:620 | −26   | 23     | 19          |

##### Western Conference
| Pl. | Verein                | Sp. | S  | U  | N  | Tore    | Diff. | Punkte | Gesamtplatz |
| --- | --------------------- | --- | -- | -- | -- | ------- | ----- | ------ | ----------- |
| 1.  | San José Earthquakes  | 34  | 19 | 9  | 6  | 072:430 | +29   | 66     | 1           |
| 2.  | Real Salt Lake        | 34  | 17 | 6  | 11 | 046:350 | +11   | 57     | 5           |
| 3.  | Seattle Sounders (OC) | 34  | 15 | 11 | 8  | 051:330 | +18   | 56     | 7           |
| 4.  | LA Galaxy (M, Sup)    | 34  | 16 | 6  | 12 | 059:470 | +12   | 54     | 8           |
| 5.  | Vancouver Whitecaps1  | 34  | 11 | 10 | 13 | 035:410 | −6    | 43     | 11          |
| 6.  | FC Dallas             | 34  | 9  | 12 | 13 | 042:470 | −5    | 39     | 13          |
| 7.  | Colorado Rapids       | 34  | 11 | 4  | 19 | 044:500 | −6    | 37     | 14          |
| 8.  | Portland Timbers      | 34  | 8  | 10 | 16 | 034:560 | −22   | 34     | 17          |
| 9.  | CD Chivas USA         | 34  | 7  | 9  | 18 | 024:580 | −34   | 30     | 18          |

(M) = Meister 2011, (Sup) = MLS Supporters’ Shield 2011, (CC) = kanadischer Pokalsieger 2011, (OC) = US-amerikanischer Pokalsieger 2011
1Toronto FC, Vancouver Whitecaps und Montreal Impact können sich nicht über die Major League Soccer für die CONCACAF Champions League qualifizieren, da die drei Mannschaften aus Kanada kommen und die Startplätze nach Staat vergeben werden. Wenn die Mannschaften die Saison auf einem Qualifikationsplatz für die Champions League abschließen, werden diese Startplätze automatisch an die nächstniedrigere Mannschaft vergeben. Die drei kanadischen Teams können sich für diesen Wettbewerb nur über die Canadian Championship qualifizieren.

##### Regelung bei Punktgleichheit
Sollten zwei oder mehr Mannschaften in der Tabelle punktgleich stehen, werden nacheinander folgende Vergleichsregeln angewendet, um die Platzierung der Mannschaften festzulegen. Der Vergleich ist entschieden, sobald eine der Regeln eine Rangfolge der betreffenden Mannschaften ermitteln kann. Anders als zum Beispiel in der Fußball-Bundesliga entscheidet nicht zuerst die Tordifferenz.
1. Durchschnitt der Punkte pro gespieltem Spiel im direkten Vergleich der punktgleichen Mannschaften
2. Gesamttordifferenz
3. Gesamtzahl der geschossenen Tore
4. Regeln 1 bis 3 (in dieser Reihenfolge) auf die Auswärtsspiele angewandt
5. Regeln 1 bis 3 (in dieser Reihenfolge) auf die Heimspiele angewandt
6. niedrigste Anzahl der Strafpunkte in der Fairplay-Tabelle
7. Münzwurf

Sollten mehr als zwei Mannschaften punktgleich sein, wird sobald eine Mannschaft platziert ist mit den verbleibenden punktgleichen Mannschaften wieder bei Regel 1 angefangen.

#### Kreuztabelle
Die Kreuztabelle stellt die Ergebnisse aller Spiele dieser Saison dar. Die Heimmannschaft ist in der linken Spalte aufgelistet und die Gastmannschaft in der obersten und untersten Reihe. Aufgrund des unbalancierten Spielplans finden manche Spiele zweimal in der Saison statt, während andere theoretisch mögliche Begegnungen nicht ausgetragen werden.
| 2012                   | Chicago Fire | Chivas USA | Colorado Rapids |         | D.C. United |         | Houston Dynamo | LA Galaxy | Montreal Impact | New England Revolution |         | Philadelphia Union |         | Real Salt Lake | San José Earthquakes | Seattle Sounders | Sporting Kansas City | Toronto FC | Vancouver Whitecaps |
| Chicago Fire           |              |            |                 | 2:1     | 1:1         | 2:1     | 1:1 3:1        | 0:2       | 3:1             | 2:1                    | 3:1     | 1:0 1:3            |         | 0:0            |                      | 1:2              | 2:1                  | 2:1        | 1:0                 |
| CD Chivas USA          | 1:2          |            | 0:2             |         |             | 1:1     | 0:1            | 1:0 0:4   | 2:1             |                        |         | 0:1                | 1:0     | 0:3 0:4        | 0:2                  | 1:1 2:6          | 0:1                  |            | 0:1 0:0             |
| Colorado Rapids        | 2:0          | 4:0 1:1    |                 | 2:0     |             | 1:2     | 2:0            | 1:2 1:1   | 3:2             |                        |         |                    | 3:0     | 1:0            | 1:2 1:4              | 1:2              | 2:2                  |            | 0:1                 |
| Columbus Crew          | 2:1          | 1:0        |                 |         | 1:0         | 2:1     | 2:2            | 1:1       | 2:0 2:1         | 4:3                    | 1:4     | 3:2                |         | 2:0            |                      |                  | 0:2 1:1              | 2:1        | 0:1                 |
| D.C. United            | 4:2          | 1:0        | 2:0             | 1:0 3:2 |             | 4:1     | 3:2            |           | 1:1 3:0         | 3:2 2:1                | 4:1 2:2 | 1:1                |         |                |                      | 0:0              | 0:1                  | 3:1        |                     |
| FC Dallas              |              | 0:0 2:2    | 0:2 3:2         |         |             |         |                | 0:1       | 2:1             | 1:0                    | 2:1     | 1:1                | 1:1 5:0 | 1:1            | 0:0                  | 0:2 1:1          |                      | 1:1        | 1:0                 |
| Houston Dynamo         | 0:0          |            |                 | 2:2     | 1:0 4:0     | 2:1     |                | 2:1       | 3:0 1:1         | 2:0                    | 2:0     | 2:1 3:1            | 0:0     | 1:0            |                      |                  | 2:1                  | 3:3 1:1    |                     |
| LA Galaxy              |              | 3:1        | 2:0             |         | 3:1         | 1:1 2:0 |                |           |                 | 1:3                    | 0:1     | 1:2                | 3:1 1:0 | 1:3 1:2        | 2:3                  | 1:0              |                      | 4:2        | 3:0 2:0             |
| Montreal Impact        | 1:1          |            |                 | 2:1     | 3:0         |         | 4:2            | 1:1       |                 | 2:1 0:1                | 1:2 3:1 | 2:0                | 2:0     |                | 3:1                  | 4:1              | 1:3 0:0              | 2:1 0:3    |                     |
| New England Revolution | 2:0 1:0      | 3:3        | 2:1             | 0:0 2:0 | 1:2         |         | 2:2            |           | 0:1             |                        | 2:0 1:1 | 0:0                | 1:0     |                |                      | 2:2              | 0:1                  | 0:1        | 4:1                 |
| New York Red Bulls     | 1:0 0:2      | 1:1        | 4:1             | 3:1     | 3:2         |         | 1:0 2:0        |           | 5:2             | 1:0                    |         | 2:0                | 3:2     |                | 2:2                  | 2:2              | 0:2 0:0              | 4:1        |                     |
| Philadelphia Union     | 1:3          |            | 1:2             | 1:0 1:2 | 0:1         |         | 3:1            |           | 2:1             | 2:1 1:0                | 2:3 0:3 |                    |         | 0:0            | 1:2                  |                  | 4:0                  | 3:0        | 0:0                 |
| Portland Timbers       | 2:1          | 1:2 0:1    | 0:0 1:0         |         | 1:1         | 1:1     |                | 3:5       |                 |                        |         | 3:1                |         | 2:3            | 2:1 1:1              | 2:1 1:1          | 1:0                  |            | 1:1 2:1             |
| Real Salt Lake         |              | 0:1        | 2:0             |         | 1:0         | 3:2 1:2 |                | 2:3       | 1:0             | 2:1                    | 2:0     |                    | 3:0 2:1 |                | 1:2                  | 0:0              |                      | 3:2        | 2:1 0:0             |
| San José Earthquakes   | 1:1          | 1:1 4:0    | 4:1             | 1:1     | 5:3         | 2:1 3:3 | 0:1            | 4:3 2:2   |                 | 1:0                    |         |                    | 2:2     | 3:1 5:0        |                      | 2:1              |                      |            | 3:1                 |
| Seattle Sounders       |              | 2:1        | 1:0 2:1         | 0:2     |             | 3:1     | 2:0            | 2:0 4:0   |                 |                        |         | 1:0                | 3:0     | 0:1 0:0        | 0:1 1:2              |                  | 1:1                  | 3:1        | 2:0                 |
| Sporting Kansas City   | 0:1 2:0      |            |                 | 1:2     | 2:1         | 2:1     | 0:0 1:1        | 1:0       | 0:2             | 3:0 0:0                | 1:1     | 2:1                |         | 1:0            | 2:1                  |                  |                      | 2:0 2:1    |                     |
| Toronto FC             | 2:3 1:2      | 0:1        | 2:1             | 0:1     | 0:2 0:1     |         | 0:2            |           | 0:0             | 2:2                    | 1:1     | 1:0 1:1            | 2:2     |                | 0:3                  |                  | 0:1                  |            | 3:2                 |
| Vancouver Whitecaps    |              | 4:0        | 1:0 2:2         |         | 0:0         | 1:0 0:2 | 3:1            | 2:2       | 2:0             |                        | 1:1     |                    | 0:1     | 2:1            | 2:1                  | 2:2 0:0          | 1:3                  |            |                     |
| 2012                   | Chicago Fire | Chivas USA | Colorado Rapids |         | D.C. United |         | Houston Dynamo | LA Galaxy | Montreal Impact | New England Revolution |         | Philadelphia Union |         | Real Salt Lake | San José Earthquakes | Seattle Sounders | Sporting Kansas City | Toronto FC | Vancouver Whitecaps |

#### Torschützen
Aufgeführt ist die Torschützenliste der regulären Saison bis Platz 20.
| Platz | Spieler           | Verein                 | Tore | Torvorlagen |
| ----- | ----------------- | ---------------------- | ---- | ----------- |
| 1     | Chris Wondolowski | San José Earthquakes   | 27   | 7           |
| 2     | Kenny Cooper      | New York Red Bulls     | 18   | 3           |
| 3     | Álvaro Saborío    | Real Salt Lake         | 17   | 3           |
| 4     | Robbie Keane      | LA Galaxy              | 16   | 9           |
| 5     | Thierry Henry     | New York Red Bulls     | 15   | 12          |
| 6     | Eddie Johnson     | Seattle Sounders       | 14   | 3           |
| 7     | Fredy Montero     | Seattle Sounders       | 13   | 8           |
| 7     | Alan Gordon       | San José Earthquakes   | 13   | 7           |
| 9     | Chris Pontius     | D.C. United            | 12   | 4           |
| 9     | Will Bruin        | Houston Dynamo         | 12   | 4           |
| 11    | Kei Kamara        | Sporting Kansas City   | 11   | 8           |
| 11    | Saër Sène         | New England Revolution | 11   | 3           |
| 13    | Steven Lenhart    | San José Earthquakes   | 10   | 2           |
| 14    | Landon Donovan    | LA Galaxy              | 9    | 14          |
| 14    | Patrice Bernier   | Montreal Impact        | 9    | 8           |
| 14    | Fabian Espindola  | Real Salt Lake         | 9    | 7           |
| 14    | Jairo Arrieta     | Columbus Crew          | 9    | 4           |
| 14    | Blas Pérez        | FC Dallas              | 9    | 4           |
| 14    | Danny Koevermans  | Toronto FC             | 9    | 2           |
| 14    | Eddie Gaven       | Columbus Crew          | 9    | 2           |
| 14    | C. J. Sapong      | Sporting Kansas City   | 9    | 2           |

### Playoffs
Die Playoffs werden nach Ablauf der 34 Spieltage der Regular Season in mehreren Runden mit teils unterschiedlichem Modus ausgespielt. Bis auf das Finale erfolgen alle Spiele innerhalb der jeweiligen Conference.

#### Knockout Round
Die Knockout Round betrifft nur die Mannschaften auf den Conference-Plätzen 4 und 5. Die Mannschaft auf Platz 4 spielt dabei ein Heimspiel gegen die Mannschaft der gleichen Conference auf Platz 5. Ein Rückspiel gibt es nicht, sondern das Spiel wird bei einem Unentschieden nach der regulären Spielzeit durch Verlängerung und gegebenenfalls Elfmeterschießen entschieden. Der Gewinner dieses Spiels erreicht die nächste Runde. Die Mannschaften auf den Plätzen 1 bis 3 in der jeweiligen Conference überspringen diese erste Runde und ziehen direkt ins Conference-Halbfinale ein. Das Erstrundenspiel der Eastern Conference fand am 31. Oktober statt, das der Western Conference am 1. November.

#### Conference-Halbfinals und -Finals
Die Conference-Halbfinals werden mit Hin- und Rückspiel ausgetragen, wobei neben der Summe der Tore die Auswärtstorregel gilt, die auch in europäischen Pokalwettbewerben angewandt wird. Der Conference-Tabellenführer spielt dabei gegen den Sieger der ersten Playoff-Runde und der Zweite der Conference-Tabelle gegen den Dritten. Das Hinspiel findet im Stadion der in der Conference-Tabelle niedriger platzierten Mannschaft statt, das Rückspiel im Stadion der anderen Mannschaft. Die nach beiden Spielen feststehenden Gewinner erreichen die Conference-Finals, die im gleichen Modus mit Hin- und Rückspiel ausgetragen werden. Die Hinspiele der Halbfinals fanden vom 2. bis 4. November statt, die Rückspiele am 7. und 8. November. Am 10./11. bzw. 17./18. November wurden die Conference-Finals ausgespielt.

#### MLS-Cup-Finale
Das MLS-Cup-Finale wurde am 1. Dezember 2012 zwischen den beiden Siegern der Conference-Finals im Stadion der in der Gesamttabelle höherplatzierten Mannschaft und ohne Rückspiel gespielt.
Westsieger LA Galaxy traf dabei auf Houston Dynamo, die das Finale der Eastern Conference gewonnen hatten, und gewann mit 3:1. Houston war kurz vor der Halbzeitpause mit 1:0 in Führung gegangen. LA konnte in der zweiten Halbzeit ausgleichen und erhöhte kurz darauf durch einen Handelfmeter auf 2:1. In der Nachspielzeit verwandelte Robbie Keane einen Foulelfmeter zum Endstand von 3:1.

#### Resultate
Beim Conference-Halbfinale zwischen D.C. United und den New York Red Bulls mussten Hin- und Rückspiel getauscht werden, da in New York, wo eigentlich das Hinspiel stattfinden sollte, die Folgen des Hurrikan Sandy keinen Spielbetrieb zuließen.
|    | Knockout Round     | Knockout Round      | Knockout Round   |   |    | Conference Halbfinale | Conference Halbfinale | Conference Halbfinale | Conference Halbfinale | Conference Halbfinale |   |   | Conference Finale | Conference Finale | Conference Finale | Conference Finale | Conference Finale |  |  | MLS Cup 2012 | MLS Cup 2012 | MLS Cup 2012 |
|    |                    |                     |                  |   |    |                       |                       |                       |                       |                       |   |   |                   |                   |                   |                   |                   |  |  |              |              |              |
|    | E4                 | Chicago Fire        | 1                |   |    |                       |                       |                       |                       |                       |   |   |                   |                   |                   |                   |                   |  |  |              |              |              |
|    | E5                 | Houston Dynamo      | 2                |   |    | E5                    | Houston Dynamo        | 2                     | 0                     | 2                     |   |   |                   |                   |                   |                   |                   |  |  |              |              |              |
|    |                    |                     |                  |   |    | E1                    | Sporting Kansas City  | 0                     | 1                     | 1                     |   |   |                   |                   |                   |                   |                   |  |  |              |              |              |
|    |                    |                     |                  |   |    |                       |                       | E5                    | Houston Dynamo        | 3                     | 1 | 4 |                   |                   |                   |                   |                   |  |  |              |              |              |
|    |                    | E2                  | D.C. United      | 1 | 1  | 2                     |                       |                       |                       |                       |   |   |                   |                   |                   |                   |                   |  |  |              |              |              |
| E2 | D.C. United        | 1                   | 1                | 2 |    |                       |                       |                       |                       |                       |   |   |                   |                   |                   |                   |                   |  |  |              |              |              |
| E3 | New York Red Bulls | 1                   | 0                | 1 |    |                       |                       |                       |                       |                       |   |   |                   |                   |                   |                   |                   |  |  |              |              |              |
|    |                    |                     |                  |   | W4 | LA Galaxy             | 3                     |                       |                       |                       |   |   |                   |                   |                   |                   |                   |  |  |              |              |              |
|    | E5                 | Houston Dynamo      | 1                |   |    |                       |                       |                       |                       |                       |   |   |                   |                   |                   |                   |                   |  |  |              |              |              |
| W3 | Seattle Sounders   | 0                   | 1                | 1 |    |                       |                       |                       |                       |                       |   |   |                   |                   |                   |                   |                   |  |  |              |              |              |
| W2 | Real Salt Lake     | 0                   | 0                | 0 |    |                       |                       |                       |                       |                       |   |   |                   |                   |                   |                   |                   |  |  |              |              |              |
|    |                    |                     |                  |   |    |                       | W4                    | LA Galaxy             | 3                     | 1                     | 4 |   |                   |                   |                   |                   |                   |  |  |              |              |              |
|    |                    | W3                  | Seattle Sounders | 0 | 2  | 2                     |                       |                       |                       |                       |   |   |                   |                   |                   |                   |                   |  |  |              |              |              |
|    | W4                 | LA Galaxy           | 0                | 3 | 3  |                       |                       |                       |                       |                       |   |   |                   |                   |                   |                   |                   |  |  |              |              |              |
|    | W4                 | LA Galaxy           | 2                |   |    | W1                    | San Jose Earthquakes  | 1                     | 1                     | 2                     |   |   |                   |                   |                   |                   |                   |  |  |              |              |              |
|    | W5                 | Vancouver Whitecaps | 1                |   |    |                       |                       |                       |                       |                       |   |   |                   |                   |                   |                   |                   |  |  |              |              |              |

## Nationale Pokalwettbewerbe
Die 16 US-amerikanischen Mannschaften der MLS nehmen am Lamar Hunt U.S. Open Cup teil, während die drei kanadischen MLS-Teams die Canadian Championship bestreiten. Die beiden Turniere sind die Pokalrunden der USA bzw. Kanadas, die im K.o.-System ausgespielt werden. Die Sieger qualifizieren sich für die CONCACAF Champions League. Da der kanadische Wettbewerb bereits im Mai beendet wird, kann der kanadische Pokalsieger noch in der im gleichen Jahr startenden Champions-League-Saison antreten, während der US-amerikanische Pokalsieger erst im Jahr darauf antritt, da die Champions-League-Saison vor dem U.S.-Open-Cup-Finale anfängt. 2012 gewannen der Toronto FC und Sporting Kansas City die Pokalwettbewerbe in Kanada bzw. den USA.

## Internationale Wettbewerbe
Anders als die MLS-Saison wird die Champions League in einer Saison ausgespielt, die im Juni beginnt und im Mai des folgenden Jahres endet. Die US-Mannschaften der MLS-Saison 2012 können sich daher für die Champions-League-Saison 2013/14 qualifizieren, während die kanadische Mannschaft (Toronto FC), die sich über die im Mai beendete Canadian Championship 2012 qualifiziert hat, bereits in der Champions-League-Saison 2012/13 antritt.
Neben den Pokalsiegern der beiden Länder qualifiziert sich der Sieger des MLS Supporters' Shield sowie die beiden Finalteilnehmer der MLS-Endrunde ebenfalls für die Champions-League-Saison 2013/14, sofern sie aus den USA kommen. Sollte eine der kanadischen Mannschaften den MLS Supporters' Shield gewinnen oder das MLS-Cup-Finale erreichen, oder der Supporters'-Shield-Gewinner ins Finale der Endrunde einziehen, rückt die nächste US-Mannschaft auf den Champions-League-Startplatz nach. Dem kanadischen Verband steht grundsätzlich nur ein Startplatz in der Champions League zur Verfügung, der mit dem Gewinner der Canadian Championship besetzt wird.

## Sonstige Wettbewerbe
MLS Rivalry Cups
In der Major League Soccer tragen diverse Mannschaften innerhalb einer Regular Season verschiedene Pokale aus. Sieger ist der, wer am Ende die direkten Vergleiche für sich entscheiden konnte. Je nach Cup ändert sich diese Regelung, teilweise werden auch Playoff-Spiele sowie Spiele im U.S. Open Cup mit einbezogen.
- Atlantic Cup – D.C. United und New York Red Bulls (direkter Vergleich in allen Pflichtspielen)
- Brimstone Cup – Chicago Fire und FC Dallas (direkter Vergleich in allen Pflichtspielen)
- California Clasico – LA Galaxy und San José Earthquakes (direkter Vergleich in der regulären Saison)
- Cascadia Cup – Seattle Sounders, Portland Timbers und Vancouver Whitecaps (direkter Vergleich in der regulären Saison)
- Heritage Cup – San José Earthquakes, Seattle Sounders, Portland Timbers und Vancouver Whitecaps (direkter Vergleich der beiden letzten Begegnungen in der regulären Saison)
- Honda SuperClasico – CD Chivas USA und LA Galaxy (direkter Vergleich in allen Pflichtspielen)
- Lamar Hunt Pioneer Cup – FC Dallas und Columbus Crew (direkter Vergleich in der regulären Saison)
- Rocky Mountain Cup – Colorado Rapids und Real Salt Lake (direkter Vergleich in der regulären Saison)
- Texas Derby – FC Dallas und Houston Dynamo (direkter Vergleich in der regulären Saison)
- Trillium Cup – Columbus Crew und Toronto FC (direkter Vergleich in der regulären Saison)

MLS Supporters' Shield
Neben den Pokalwettbewerben gewinnt der Gesamttabellenführer der MLS nach Ablauf der regulären Saison den MLS Supporters' Shield.